# Avima intermedia
Avima intermedia is een hooiwagen uit de familie Agoristenidae.